# FKハザル・レンコラン
FKハザル・レンコラン（アゼルバイジャン語: Xəzər Lənkəran Futbol Klubu、英語: FK Khazar Lankaran）は、アゼルバイジャンの都市レンコランに本拠地としていたサッカークラブである。
2004年、アゼルバイジャン出身の企業家ムバリズ・マンシモフにより創設。造船会社パルマリのオーナーであり、莫大な資産を持つマンシモフが経営権を握ることから、ロマン・アブラモビッチに準えて『コーカサスのチェルシー』とも一部報じられた。
初シーズンとなる2004-05シーズンに2位の好順位につけると、2006-07シーズンにアゼルバイジャン・プレミアリーグとアゼルバイジャンカップを制してダブルを達成。その後も2度の国内カップを手にしている。
国際タイトルとしては、2008年にCISカップを獲得。2011-12シーズンにはUEFAヨーロッパリーグ予選一回戦でノーメ・カリュFCと対戦、アウェイながら2-0で勝利し、欧州リーグ初勝利を飾った。
2015-2016シーズン限りで解散。

## タイトル

### 国内タイトル
- リーグ：1回
  - 2006-2007

- カップ：3回
  - 2006-2007, 2007-2008, 2010-2011

### 国際タイトル
- CISカップ：1回
  - 2008

## 過去の成績
| シーズン | ディビジョン                     | ディビジョン | ディビジョン | ディビジョン | ディビジョン | ディビジョン | ディビジョン | ディビジョン | ディビジョン |
| シーズン | リーグ                           | 順位         | 試合数       | 勝           | 分           | 敗           | 得点         | 失点         | 勝ち点       |
| -------- | -------------------------------- | ------------ | ------------ | ------------ | ------------ | ------------ | ------------ | ------------ | ------------ |
| 2004-05  | アゼルバイジャン・トップリーグ   | 2位          | 34           | 24           | 6            | 4            | 68           | 15           | 78           |
| 2005-06  | アゼルバイジャン・トップリーグ   | 7位          | 26           | 9            | 9            | 8            | 27           | 18           | 36           |
| 2006-07  | アゼルバイジャン・トップリーグ   | 1位          | 24           | 17           | 5            | 2            | 50           | 16           | 56           |
| 2007-08  | アゼルバイジャン・プレミアリーグ | 4位          | 26           | 14           | 10           | 2            | 44           | 16           | 52           |
| 2008-09  | アゼルバイジャン・プレミアリーグ | 4位          | 26           | 15           | 5            | 6            | 49           | 21           | 50           |
| 2009-10  | アゼルバイジャン・プレミアリーグ | 4位          | 42           | 18           | 17           | 7            | 48           | 25           | 71           |
| 2010-11  | アゼルバイジャン・プレミアリーグ | 2位          | 32           | 16           | 12           | 4            | 38           | 18           | 60           |
| 2011-12  | アゼルバイジャン・プレミアリーグ | 2位          | 32           | 17           | 8            | 7            | 44           | 28           | 59           |
| 2012-13  | アゼルバイジャン・プレミアリーグ | 8位          | 32           | 10           | 10           | 12           | 40           | 37           | 40           |

## 歴代監督
- ミルチェア・レドニク 2010-2011
- ジョン・トシャック 2013-

## 歴代所属選手
- オクタイ・デレリオール 2004-2005
- ジュニーニョ 2007-2010
- デニス・カリンコフ 2009-2010